# Callithrinca
Callithrinca is een geslacht van vlinders van de familie stippelmotten (Yponomeutidae).

## Soorten
- C. angoonae S. Moriuti, 1982
- C. evocatella Walker, 1863
- C. niphopyrrha Edward Meyrick, 1927
- C. sphendonista Edward Meyrick, 1927